# بیوه‌ها (فیلم ۲۰۱۱)
بیوه‌ها (اسپانیایی: Viudas‎) فیلمی در ژانر کمدی-درام است که در سال ۲۰۱۱ منتشر شد.